# Peter van Mastricht
Petrus van Mastricht (Colonia, 1630 – 1706) è stato un predicatore e teologo olandese.
Le sue idee sono considerate affini al Pietismo, sembrano derivare molto da quelle di William Ames (1576-1633), specialmente nel trattare la teologia federale e nella casuistica.

## Biografia
Dopo essere stato discepolo di Gisberto Voezio ad Utrecht, svolge il ministero pastorale in Germania e Danimarca ed accetta poi la posizione di professore di ebraico e di Teologia pratica a Francoforte e più tardi nella stessa Utrecht.
Van Mastricht è particolarmente noto per la sua "Theologia Theoretico-Practica" (1682-1687), un'opera ampia ed influente tradotta poi in olandese.

## Rilevanza
Van Mastricht influisce profondamente la religiosità esperienziale della "Nadere Reformatie" nei Paesi Bassi, come pure vaste correnti della teologia riformata dal tardo XVII secolo anche nei paesi di lingua inglese.
Jonathan Edwards (1703-1758), il cui pensiero deve molto al van Mastricht, scrive al giovane Joseph Bellamy nel 1747 che l'opera del Van Mastricht è ...secondo me molto migliore di quella del Turrettini e di qualsiasi altro libro al mondo, ad eccezione della Bibbia". Edwards incorpora molte delle idee del Van Mastricht nel suo famoso libro "La libertà della volontà".
Una sezione della sua "Theologia Theoretico-Practica" è tradotta e pubblicata la prima volta in inglese nel 1770 e ripubblicata nel 2002 come "A Treatise on Regeneration"'. Il modo in cui Van Mastricht tratta della rigenerazione è per molti versi tipico del tardo XVII secolo ed è spiegata come un'introduzione istantanea nell'anima da parte dello Spirito santo di un nuovo principio di vita, logicamente precedente la fede.
Nelle sue opere il van Mastricht si oppone alle idee di Cartesio considerandole "una cancrena", come pure a quelle di Johannes Cocceius e Balthasar Becker.

## Opere
- Petrus Van Mastricht, "Theoretico-practica Theologia, qua, per capita theologica, pars dogmatica, elenchtica e practica, perpetua sunbibasei conjugantur, praecedunt in usum operis, paraleipomena, seu sceleton de optima concionandi methodo, 2 volumi, (Amsterdam, Henricus & Theodorus Boom, 1682-1687; edizione posteriore: Utrecht, Van de Water, Poolsum, Wagens & Paddenburg, 1714, 1724.
- Peter van Mastricht, "Regeneration", estratti dalla "Theologia Theoretico-Practica" (1682-1687), traduzione inglese anonima riveduta da Brandon Witrow, (Morgan, PA, Soli Deo Gloria Publications, 2002).
- "Novitiatum Cartesianarum .. seu Theologia Cartesiana detecta", 1677.